# Romy Kirsch

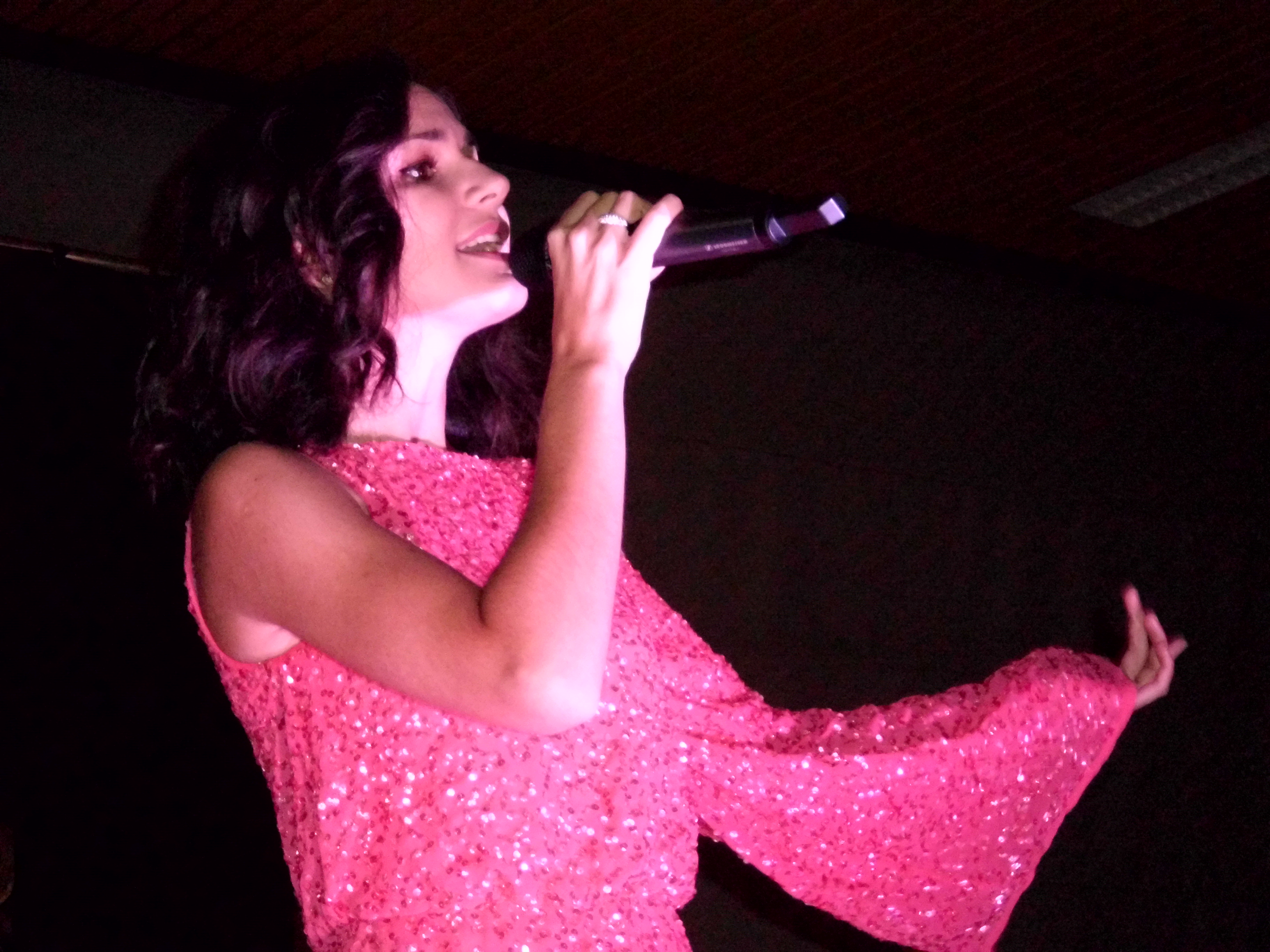
Cindy Brand am 15. Oktober 2016 bei einer Veranstaltung in Weidenthal

Cindy Brand (* 6. September 1994 in Saverne (Elsass), auch Cindy Brandstetter), heute zumeist als Romy Kirsch, ist eine elsässische französisch- und deutschsprachige Schlagersängerin.

## Leben
Brand trat seit dem zehnten Lebensjahr bei Feierlichkeiten in ihrer Heimat auf. Ihre erste größere Bühnenerfahrung hatte sie mit Géraldine Olivier, nachdem Brand ihr auf einem Konzert eine Rose überreicht hatte und mit ihr singen durfte. Sie nahm Gesangsunterricht, lernte Gitarre spielen und sang bald ebenso gut in Englisch und Französisch wie in Deutsch. 
Im Alter von 14 Jahren hatte sie ihr TV-Debüt bei Stefan Mross in der Fernsehsendung Immer wieder sonntags im Rahmen der Sommerhitparade und nahm ihre ersten eigenen Singles auf, so wie eine Coverversion von „Ein bißchen Frieden“. Daraufhin folgten mehrere Auftritte in Funk und Fernsehen, wie „SWR auf Tour“, „Musikalische Reise durch das Elsass“ und die „Sonntagstour im Elsass“, die vom SWR produziert wurden. 
2014 und 2015 trat sie erneut bei Immer wieder sonntags auf. Im September 2015 bestritt sie das Vorprogramm von Christian Lais & Band.
Im September 2021 nahm Brand an der Schlagerchallenge 2021 von Florian Silbereisen teil, zum ersten Mal unter dem Künstlernamen Romy Kirsch. Kurz zuvor wurde die Zusammenarbeit mit dem Münchner Musiklabel Telamo bekanntgegeben. Ihr Debütalbum Leben & l’amour erreichte am 10. September 2021 Platz 80 der offiziellen deutschen Albumcharts und konnte sich eine Woche halten.
Brand nimmt weiterhin Tanz- und Gesangsunterricht und arbeitet als Physiotherapeutin.

## Diskografie

### Alben
| Jahr | Titel           | Höchstplatzierung, Gesamtwochen, AuszeichnungChartplatzierungen (Jahr, Titel, Platzierungen, Wochen, Auszeichnungen, Anmerkungen) | Höchstplatzierung, Gesamtwochen, AuszeichnungChartplatzierungen (Jahr, Titel, Platzierungen, Wochen, Auszeichnungen, Anmerkungen) | Höchstplatzierung, Gesamtwochen, AuszeichnungChartplatzierungen (Jahr, Titel, Platzierungen, Wochen, Auszeichnungen, Anmerkungen) | Anmerkungen                                             |
| Jahr | Titel           | DE | AT | CH | Anmerkungen                                             |
| ---- | --------------- | --- | --- | --- | ------------------------------------------------------- |
| 2021 | Leben & l’amour | DE80 (1 Wo.)DE | AT68 (1 Wo.)AT | — | Erstveröffentlichung: 3. September 2021 als Romy Kirsch |

### Singles
Als Cindy Brand bzw. Cindy Brandstetter
- Bonjour Soleil (2008)
- Je t’aime mein bunter Regenbogen (2009)
- Ich träum nur von l’Amour (2011)
- Was hast du mit mir vor (2014)
- Kennwort Sternzeichen Sehnsucht (2015)